# Cristian Zorzi
Cristian Zorzi, né le 14 décembre 1972 à Cavalese, est un fondeur italien.
Il a été surnommé « Zorro » en raison de son caractère exhubérent.

## Palmarès

### Jeux olympiques
Lors des Jeux de Turin 2006, il fait partie du relais médaillé d'or avec Fulvio Valbusa, Giorgio Di Centa et Pietro Piller Cottrer.
| Épreuve / Édition                       | Salt Lake City 2002              | Turin 2006                       | Vancouver 2010                   |
| Sprint classique                        | Bronze                           | Épreuve inexistante à cette date | —                                |
| Sprint libre                            | Épreuve inexistante à cette date | 4e                               | Épreuve inexistante à cette date |
| Sprint par équipes                      | Épreuve inexistante à cette date | —                                | 8e                               |
| 10 km                                   | Épreuve inexistante à cette date | Épreuve inexistante à cette date | Épreuve inexistante à cette date |
| 15 km Classique                         | —                                | —                                | Épreuve inexistante à cette date |
| 15 km libre                             | Épreuve inexistante à cette date | Épreuve inexistante à cette date | —                                |
| Poursuite 15 km classique + 15 km libre | —                                | —                                | —                                |
| 30 km départ en ligne                   | 9e                               | Épreuve inexistante à cette date | Épreuve inexistante à cette date |
| 50 km départ en ligne                   | —                                | —                                | —                                |
| Relais 4 × 10 km                        | Argent                           | Or                               | 9e                               |

### Championnats du monde
| Épreuve / Édition                       | Lahti 2001 | Val di Fiemme 2003 | Oberstdorf 2005 | Sapporo 2007 | Liberec 2009 |
| Sprint classique                        | Argent     | 8e                 | 23e             |              |              |
| Sprint par équipes                      |            | 10e                | 4e              | Or           |              |
| 10 km                                   |            |                    |                 |              |              |
| 15 km Libre                             |            |                    | 17e             | 67e          |              |
| Poursuite 15 km classique + 15 km libre |            |                    |                 |              | 12e          |
| 50 km départ en ligne                   |            |                    |                 |              |              |
| Relais 4 × 10 km                        |            |                    | 4e              |              |              |

### Coupe du monde
- Meilleur classement général : 7e en 2002.
- 5 victoires lors de manches de la Coupe du monde.

#### Détail des victoires
- 1999-2000 : sprint libre de Lahti
- 2000-2001 : sprint libre de Soldier Hollow
- 2001-2002 : sprint libre de Cogne et sprint libre de Garmisch-Partenkirchen
- 2002-2003 : sprint libre de Reit im Winkl